# زیبد
زیبَد مرکز دهستان زیبَد و یکی از روستاهای تاریخی بخش کاخک، شهرستان گناباد؛ درفاصله ۵۵کیلومتری شهرستان بجستان در استان خراسان رضوی و ۶۳ کیلومتری فردوس در استان خراسان جنوبی است. برابر آمار رسمی ۱۳۹۰ جمعیت آن تعداد ۱۷۰۱ خانوار و کل جمعیت ۴۲۴۳ نفر جمعیت ساکن می‌باشد.

## ریشه‌شناسی نام
زیبَد به چم زیبا و زیبنده است و یک منطقه کوهستانی، ییلاقی و حاصلخیزاست. گونه‌های گیاهی بی‌شماری را در آن جا یافت می‌شود. این دهستان در روایت‌های شاهنامه فردوسی محل چند رویداد تاریخی است. بر اساس شاهنامه، این روستا محل جنگ معروفی به نام؛ جنگ دوازده‌رخ یا ۱۲ پهلوان میان ایران و توران بوده و کشته شدن یزدگرد سوم را نیز در این محل دانسته‌اند.

## جاذبه‌های دیدنی تاریخی و طبیعی زیبد

ریواس یا ریواچ زیبد

### قلعه باستانی زیبد

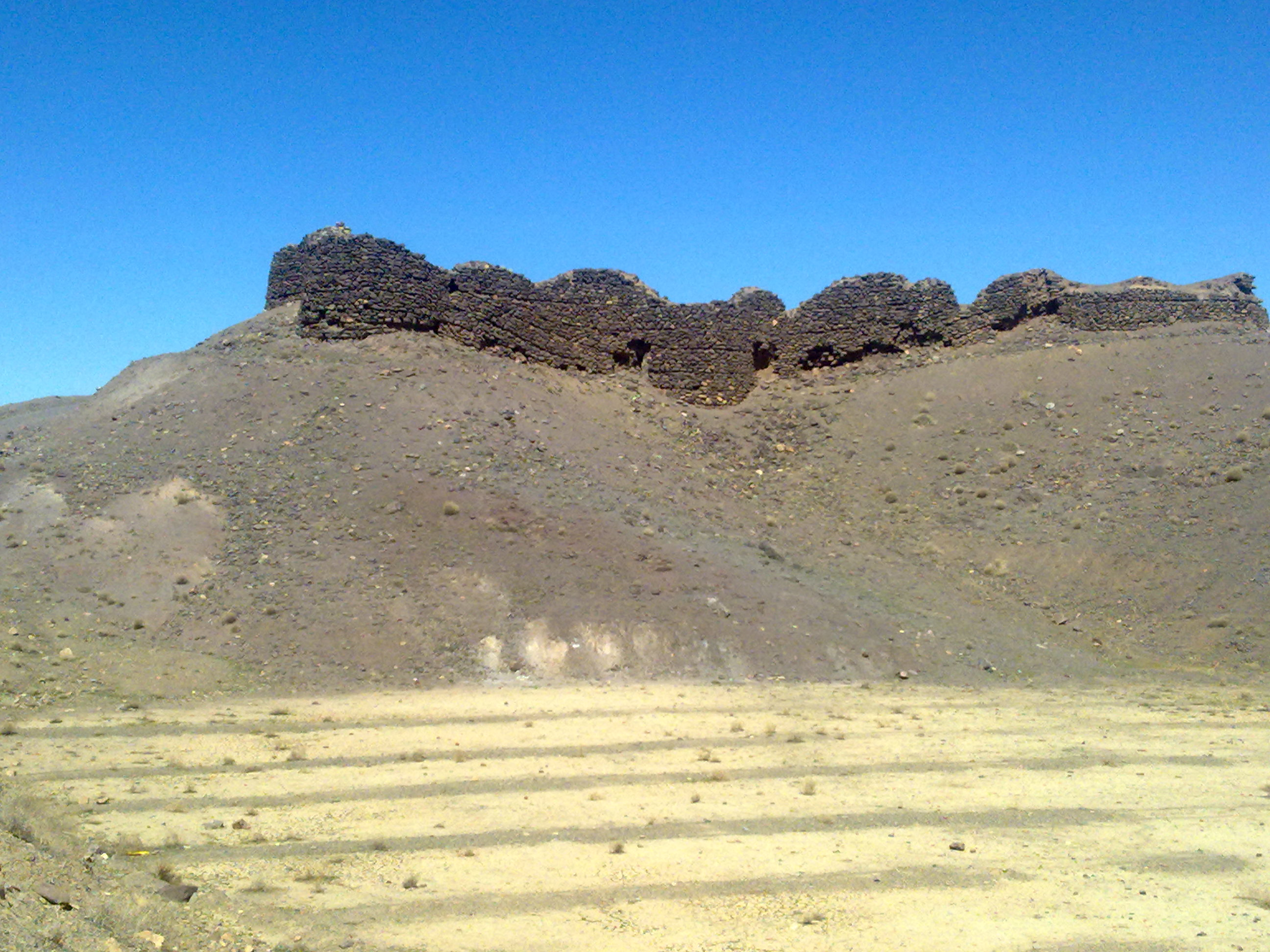
آخرین سکونت گاه یزدگرد سوم

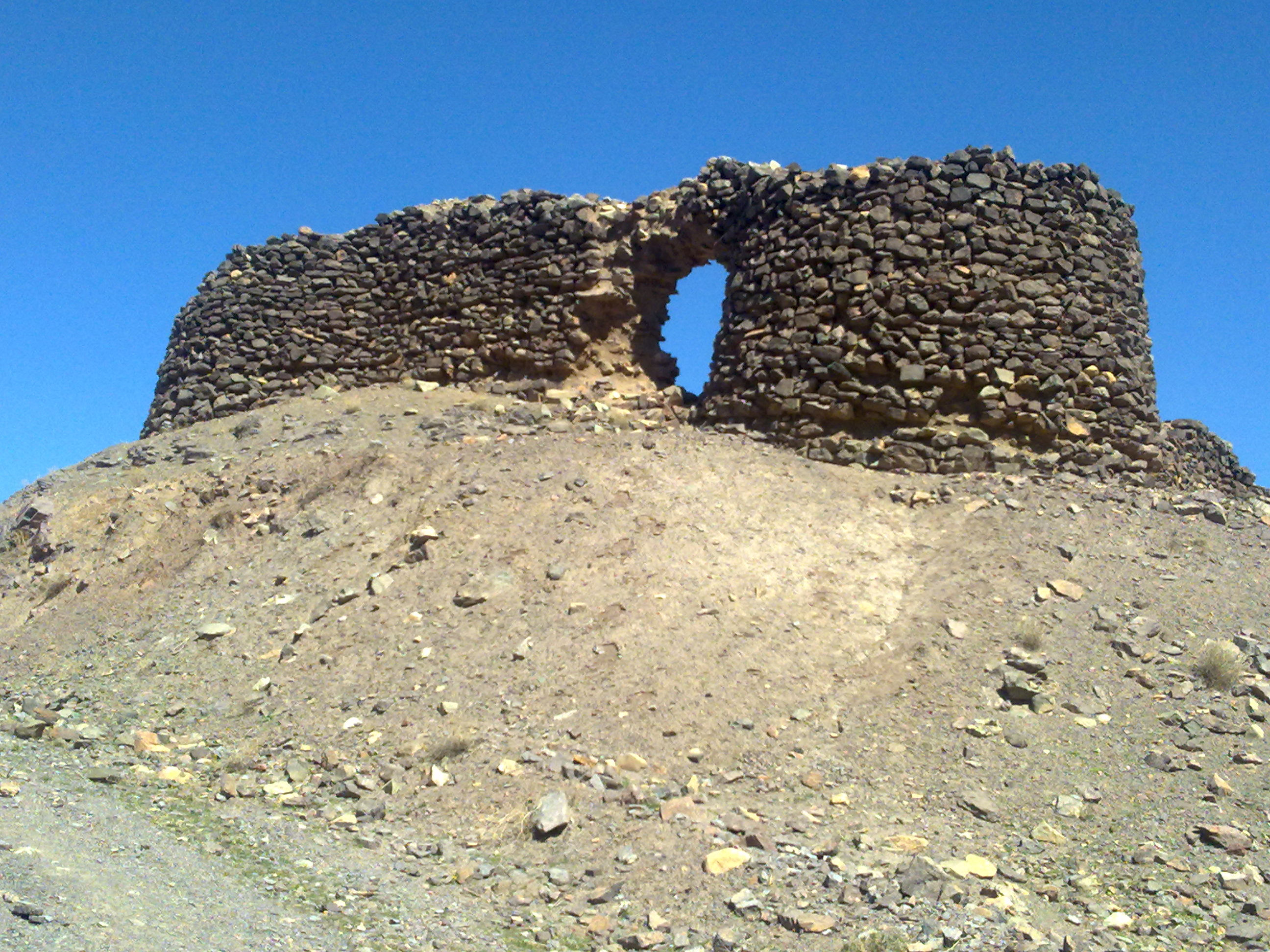
نمای بیرونی قلعه ساسانی

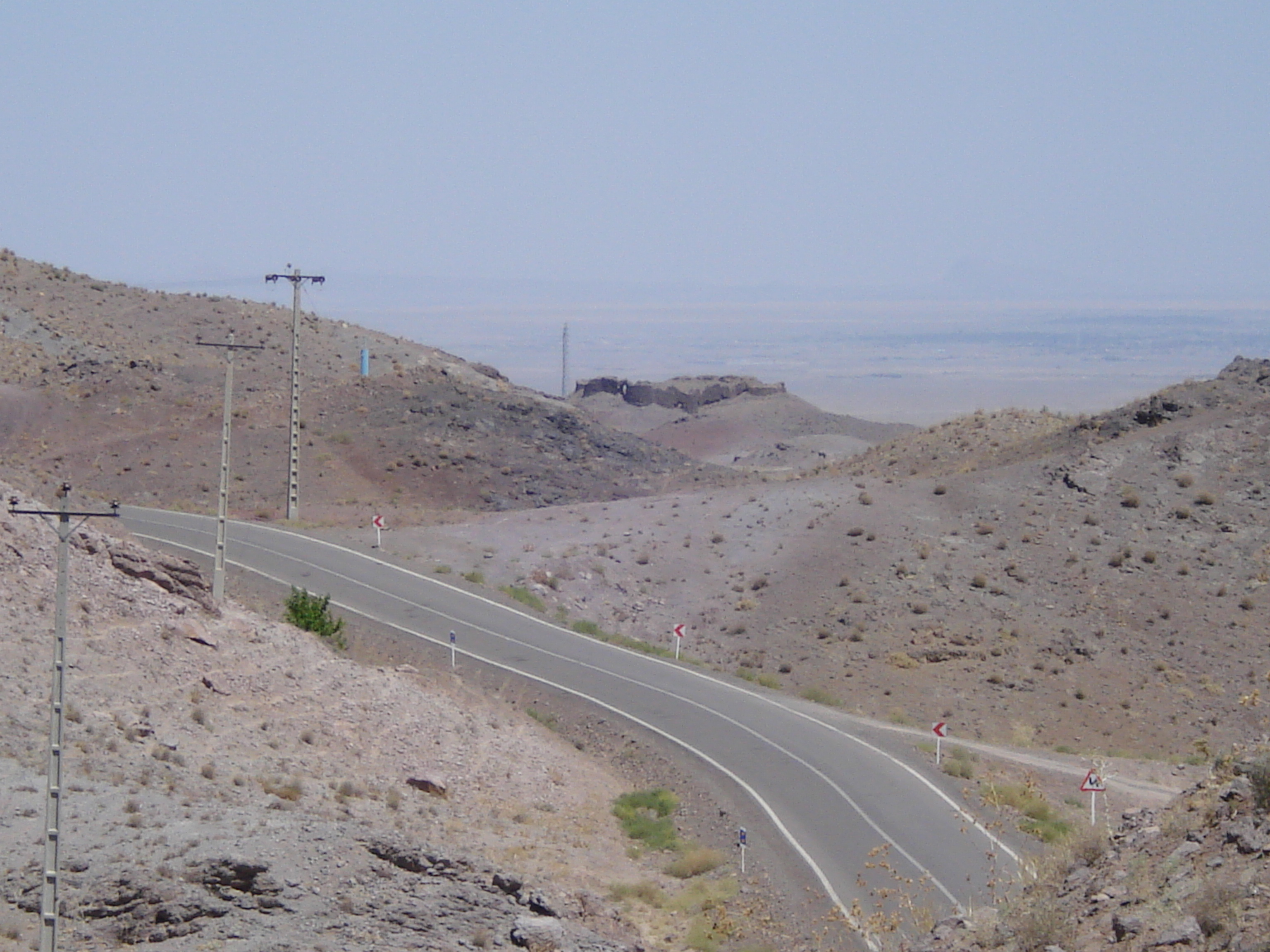
قلعه شاه نشین

قلعه زیبد

### درب صوفه پیر

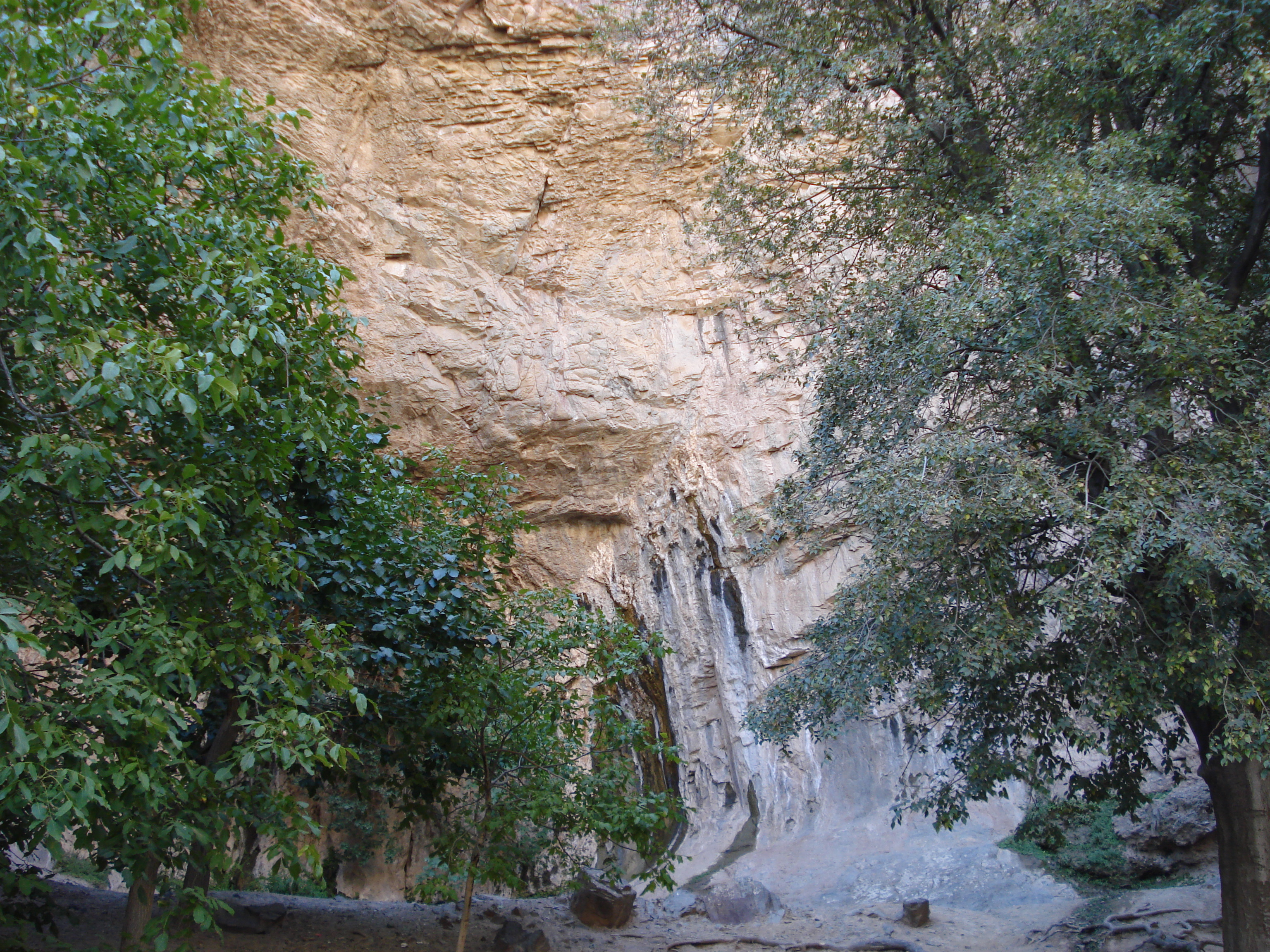
ایوان تاق صوفه پیر

در تنگه زیبد ایوان (طاق) پیرصوفه قرار دارد که شبیه به طاق بستان است اما فاقد نقوش حجاری است قبلاً در این مکان همانند امامزاده‌ها علم و کتل وجود داشته است و مردم مکان را مزار مقدس می‌شناختند. در آنجا دو درخت وجود دارد: یکی انجیر کوهی و دیگری تاقوک. در قدیم مردم آب چشمه این ایوان را بر چشم می‌ریختند و بر درخت تاقوک و انجیر و سرو پارچه و رووش (نخ پارچه‌ای) برای گره گشایی می‌بستند تا نذرشان برآورده شود و از چشم زخم در امان باشند. بنا به گفته شاهنامه کیخسرو از کشته شدن پیران بسیار غمگین شد و دستور داد با احترام کامل او را در بلندی کوه در ایوان دفن کنند. بر این اساس و بنا به روایت‌های شفاهی ایوان صوفه پیر را مدفن پیران می‌دانند. (روزنامه همشهری)
درب صوفه یا درصفه روستای ییلاقی کوچکی است که در فاصله سی کیلومتری غرب گنابادو فاصله ۵۰ کیلومتری شهرستان بجستان قرار داردو در سه طرف آن کوهای مرتفع قرار گرفته است. دارای هوای سرد و آبشار زیبایی است که شش متر ارتفاع دارد.
در انتهای روستا در دیواره یکی از کوه‌ها فرورفتگی به عمق ده متر قرار دارد که شبیه به ایوان و صفه می‌باشد. این ایوان را در دوره ساسانیان حفر کرده‌اند و نمونه ای از ایوان‌های نقش رستم و بیستون بوده که نیمه تمام مانده است. آثار کنده کاری بر روی دیواره‌های این ایوان کاملاً مشهود می‌باشد. در قسمت بالایی این کوه قبر پیران ویسه قرار دارد و ایوان صفه برای بزرگداشت وی ساخته گردید. پیران ویسه وزیر، سپهسالار، مشاور، فرمانروای ختن و بعد از افراسیاب بزرگ‌ترین شخصیت توران زمین است. صفاتی که فردوسی دربارهٔ وی برشمرده است عبارت از خردمندی، عاقبت اندیشی، چاره گری، شجاعت، تعصب ملی، وفاداری، صلح طلبی، نیروی زبان آوری، نیک بینی، نجات بخشی، مهربانی و مهمان نوازی بودند. در میان صفات مذکور، بارزترین و برجسته‌ترین ویژگی پیران را می‌توان خردورزی دانست. زمانی که سیاوش) کَوی‌سیّاوَرشَن (Kavi Syavarshan به توران پناه برد، پیران افراسیاب را متقاعد نمود سیاوش را پناه دهد. پیران دختر خود جریره را به همسری او درآورد و فرود حاصل این پیوند بود.
پیران پس از چندی برای تحکیم موقعیت سیاوش فرنگیس دختر افراسیاب را برای سیاوش خواستگاری کرد که کیخسرو (کَوی‌هئوسرَوَه Kavi Haosravah) حاصل این ازدواج شد. پیران چون از قتل سیاوش خبردار شد، سراسیمه به دربار افراسیاب رفت و فرنگیس را که باردار بود از چنگ نگهبانان رهانید به ختن برد. پس از تولد کیخسرو، به دستور افراسیاب که نگران آیندهٔ سلطنت خود بود، کیخسرو را به چوپانان سپرد، اما دوباره در ده سالگی او را به نزد خویش فرا خواند و به تربیت‌اش همّت گماشت.
سرانجام پیران در سن کهولت این بود که در جنگ دوازده رخ (پهلوان) با گودرز پیکار کرد و در حین پیکار از اسب فرو افتاد، دست راستش شکست و به کوه گریخت. گودرز به او پیشنهاد کرد برگردد تا او را به نزد کیخسرو ببرد، اما پیران نپذیرفت و با خنجر به گودرز حمله کرد. ولی گودرز او را کشت. کیخسرو از مرگ پیران سوگواری فراوان نمود و دستور داد او را در بالای کوه زیبد دفن کنند و ایوانی برای او بسازند. ساخت این ایوان که همچون دروازه‌ای رو به طلوع خورشید و نمادی از دروازه بهشت بود به علت جنگ‌هایی که با فاصله کمی پس از این رویداد در این منطقه رخ داد ناتمام ماند.
چو پیران سپاه از کنابد براند بروز اندرون روشنایی نماند
چو دانست گودرز کآمد سپاه بزد کوس و آمد ز زیبد براه
ز کوه اندر آمد بهامون گذشت کشیدند لشکر بران پهن دشت
ز زیبد همی تا کنابد سپاه در و دشت ازیشان کبود و سیاه
ز گَرد سپه روز روشن نماند ز نیزه هوا جز بجوشن نماند
وز آواز اسبان و گرد سپاه بشد روشنایی ز خورشید و ماه

### کاریز زیبد

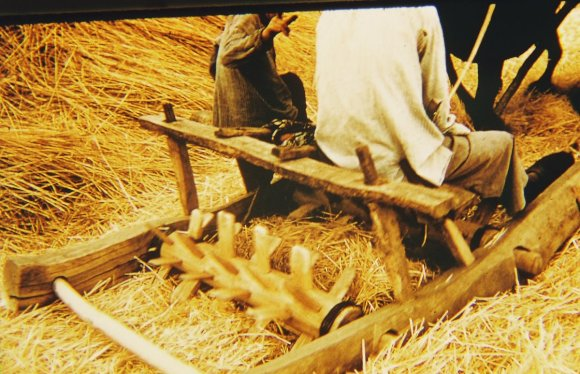
خرمن کوب قدیمی در زیبد

زیبد دارای کاریز زیبد و کاریز شهاب است. منبع آب کاریز زیبد از دو شاخه زیر بستر رودخانه یا زیر سد و شاخه دیگر کانالی است که در عمق ۲۵ متری زمین از داخل قلعه منشأ می‌گیرد. قدمت این قنات دقیقاً مشخص نیست اما عمر آن بیشتر از هزار و پانصد سال برآورد می‌شود؛ زیرا این روستا از دوره‌های هخامنشی هم مسکونی بوده است. دلیل آن نیز وجود قبرستان گبرها در کلاته شهاب و همچنین قبرهایی قلعه زیبد که به سوی غروب آفتاب قرار داشته‌اند.
حدود ۳۰ سال قبل به‌طور تصادفی در کشتمان این روستا مجرای قناتی کهن پیدا شد که معلوم نیست مادر چاه و کانال اصلی آن کجا بوده و در چه دوره‌ای متروک شده است. از بخشی از این قنات کهنه برای فاضلاب حمام جدید استفاده کرده‌اند.

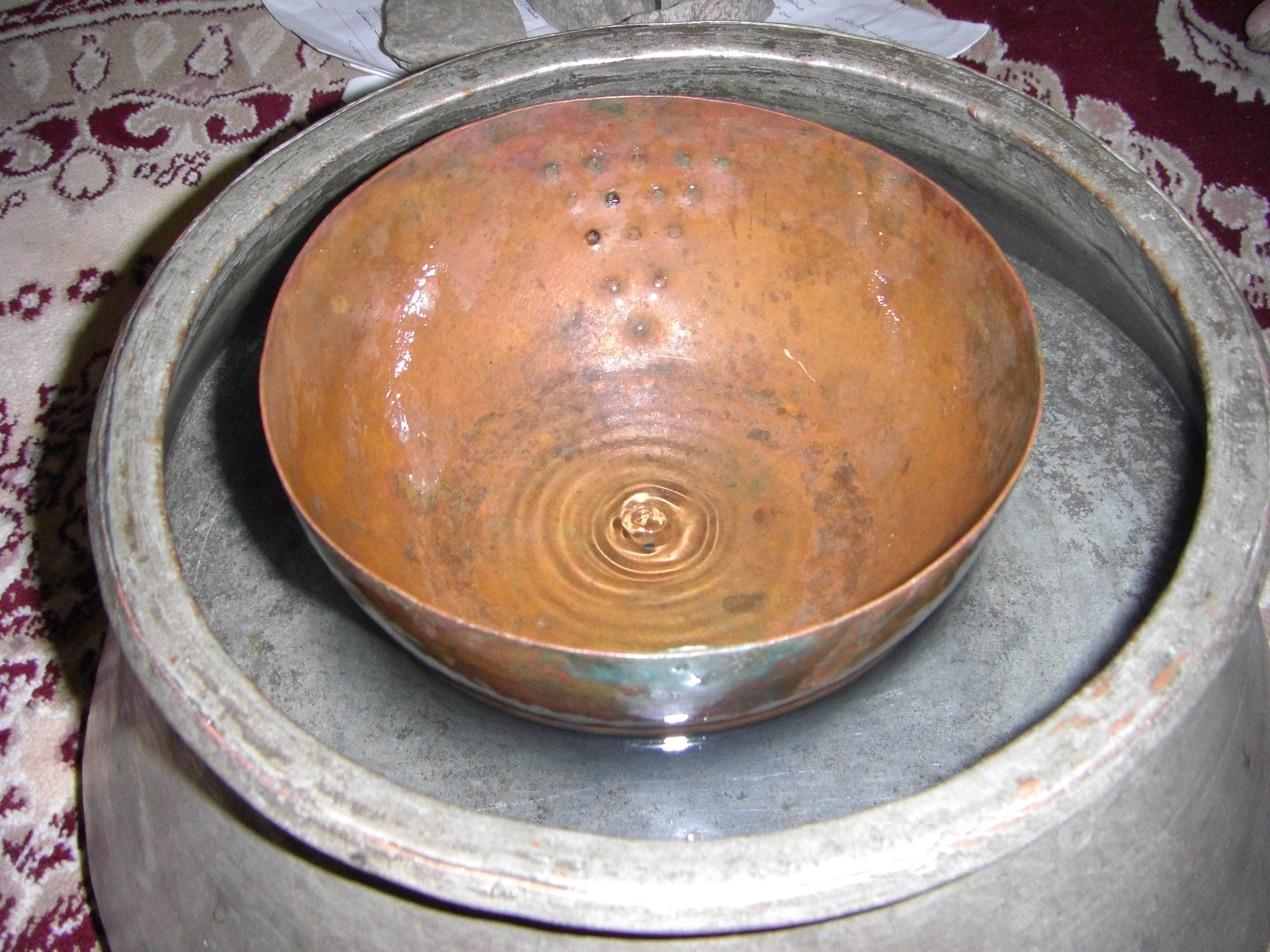
فنجان یا ساعت آبی قنات زیبد

ساعت آبی ساعتی است که در ابتدا برای تعیین زمان استفاده آب قنات توسط سهامداران اختراع شد ولی بعدها برای تعیین بزرگ‌ترین روز سال - بزرگ‌ترین شب- طولانی‌ترین روز- روز برابری شب و روز و تعیین اوقات شرعی در دوره اسلامی بکار برده شد این ساعت قدمت دست کم ۲۵۰۰ سال دارد از ابتدای ساخت قنات گناباد مورد استفاده بوده است مدیریت این ساعت آبی توسط دستکم دو نفر در شبانه روز انجام می‌شده و دقیقه‌ها بر اساس تعداد پرآب شدن فنجان و با تعدای تشله یا سنگ گرد محاسبه می‌شده است تصویر مربوط به ساعت آبی قنات زیبدگناباد است که تا سال ۱۳۵۴ فعال بوده است؛ و سپس ساعت‌های جدید برای تقسیم سهام و حق آبه هر فرد بکار گرفته شده و این ساعت برای همیشه به موزه تاریخ سپرده شده است.
هر فنجان قدیم معادل ۷ دقیقه به ساعت‌های فعلی بوده است.

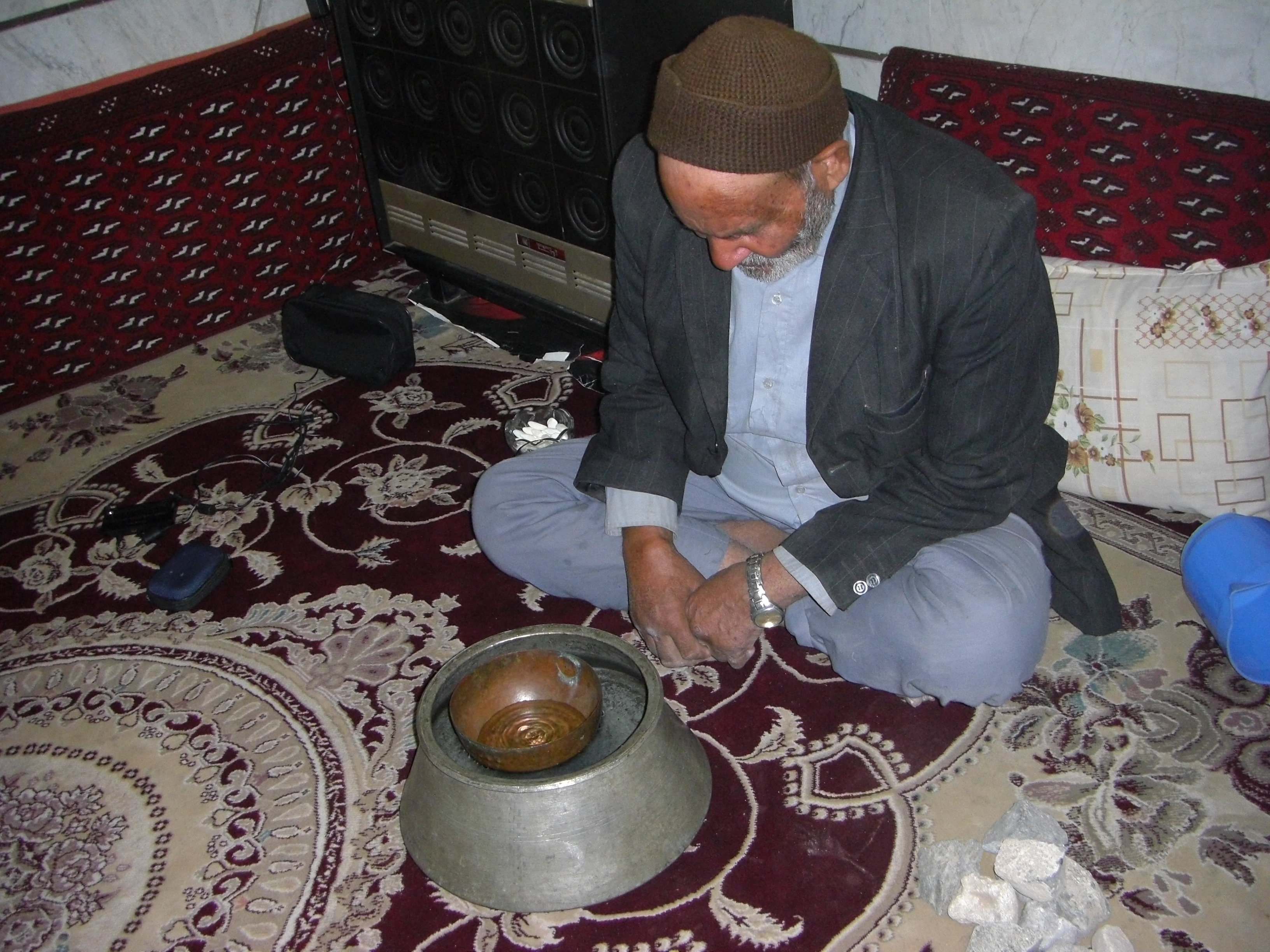
مدیریت ساعت آبی توسط میرآب

طریقه کار ساعت آبی بدین گونه بوده که میر آب با چشم دوختن به فنجان با هر بار پر شدن و غرق شدن آن و خوردن آن به کف دیگ یک فنجان یا هفت دنگ یا ۷ دقیقه محاسبه می‌شده است.
- آسیاب آبی در زیبد که در ضلع شرقی سد فعلی قرار داشته نیز از آثار تاریخی بوده که در جریان سدسازی سال ۱۳۶۳ از بین رفته است.

## کشاورزی
درآمد اصلی مردم از کشاورزی و به ویژه زعفران، گندم، گاورس، ارزن، خربزه، پنبه، انگور، کشمش و خشکبار است و در قدیم کشت کوکنار تریاک و خشخاش درآمد عمده مردم بوده است.
زیبد در مسیر جاده ابریشم و از نقاط باستانی ایران است و قلعه‌ای تاریخی از دوران باستان در آنجا وجود دارد که تا اوایل دوره صفویه نیز قابل استفاده بوده است. دیوارهای آن در دوره اشکانیان از سنگ و گل بوده و تخریب شده است در کنار دیواره‌های گلی در دوره ساسانی دیوارهای سنگی بنا کرده‌اند.

### زعفران
زیبد یکی از قدیم‌ترین روستاهای ایران در زمینه کشت و برداشت زعفران است. یک نوع زعفران طبیعی یا دیمی یصورت خودرو در کوه‌های زیبد می‌روید.
.

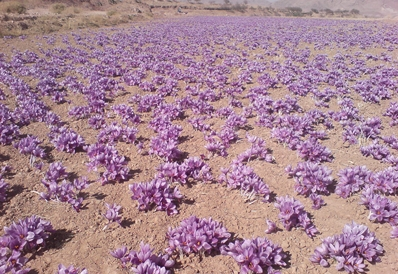
مزرعه کشت زعفران

سال‌هاست که ماه‌های مهر و آبان فصل پاییز هر سال برای روستائیان بخش‌هایی از ایران به ویژه در مناطق جنوبی خراسان به دلیل برداشت محصول زعفران فصل پرکاری است.
گل زعفران محصولی است که در مدت دو یا سه هفته باردهی در سرمای پائیز، هر روز پگاه و قبل از بالا آمدن خورشید باید چیده شود و نخ قرمز (سرگل) آن از گلبرگ جدا شود در غیر این صورت محصول از بین می‌رود و جدا کردن گل و سرگل دشوار یا غیرممکن خواهد شد؛ بنابراین در این مدت دانش آموزان، در تمامی مقاطع از کودک و بزرگ، زن و مرد همگی باید دوش بدوش یکدیگر در تمام مدت روز گاهی اوقات تا ۱۸ ساعت کار کنند از اذان صبح تا پاسی از شب تا محصول از بین نرود. گاهی اوقات مدارس به کلی در مناطق روستایی تعطیل می‌شود. طریقه کار با زعفران را روستائیان گناباد و قائنات از نسلی به نسل دیگر منتقل کرده‌اند شاید از صده‌ها سال قبل.

### گیاهان دارویی

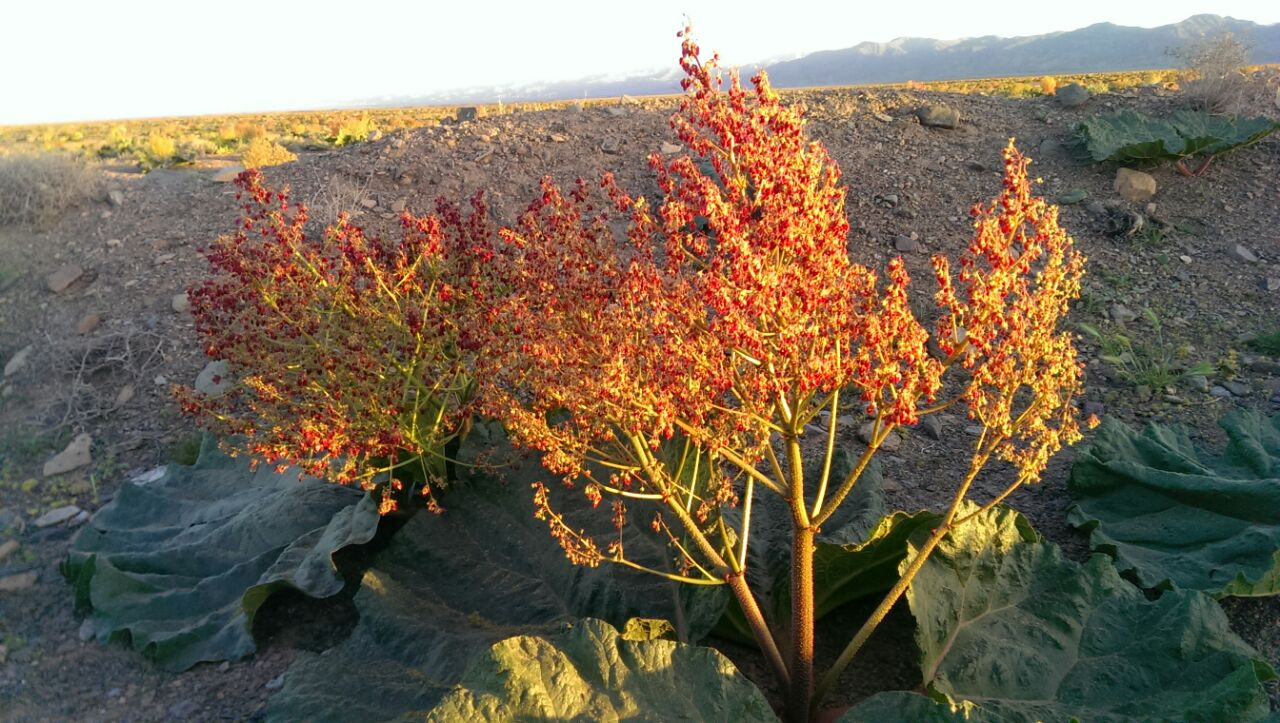
ریواس دشت زیبد

کوه‌های زیبد و دشت زیبداز مناطق منحصر به فرد گیاهان دارویی است. یکی از گونه‌های منحصر به فرد خار انگبین یا خرنگوی است. این گیاه از گونه خار است و در شهریور ماه شیره یا عسلی از آن خارج می‌شود که به آن انگبین یا خرانگوی می‌گویند و بعد به صورت بلور دانه خشک می‌شود. این دارو برای درمان و داروسازی اعجازآور است. ریواچ یا ریواس، شاتره، تلخک، زیره، بیخ، شاهدانه، نعنا، پونه، کمای، تاقوک، تاگ، پسته کوهی، انجیر کوهی و … از گیاهانی است که به صورت خودرو و طبیعی در این دهستان می‌رویند. همچنین گل‌های یاس، لاله، شقایق و انواع گل‌های دیگر از جمله زیبایی‌های این منطقه نیمه کویری در کوهپایه زیبد است.

## غذاهای سنتی

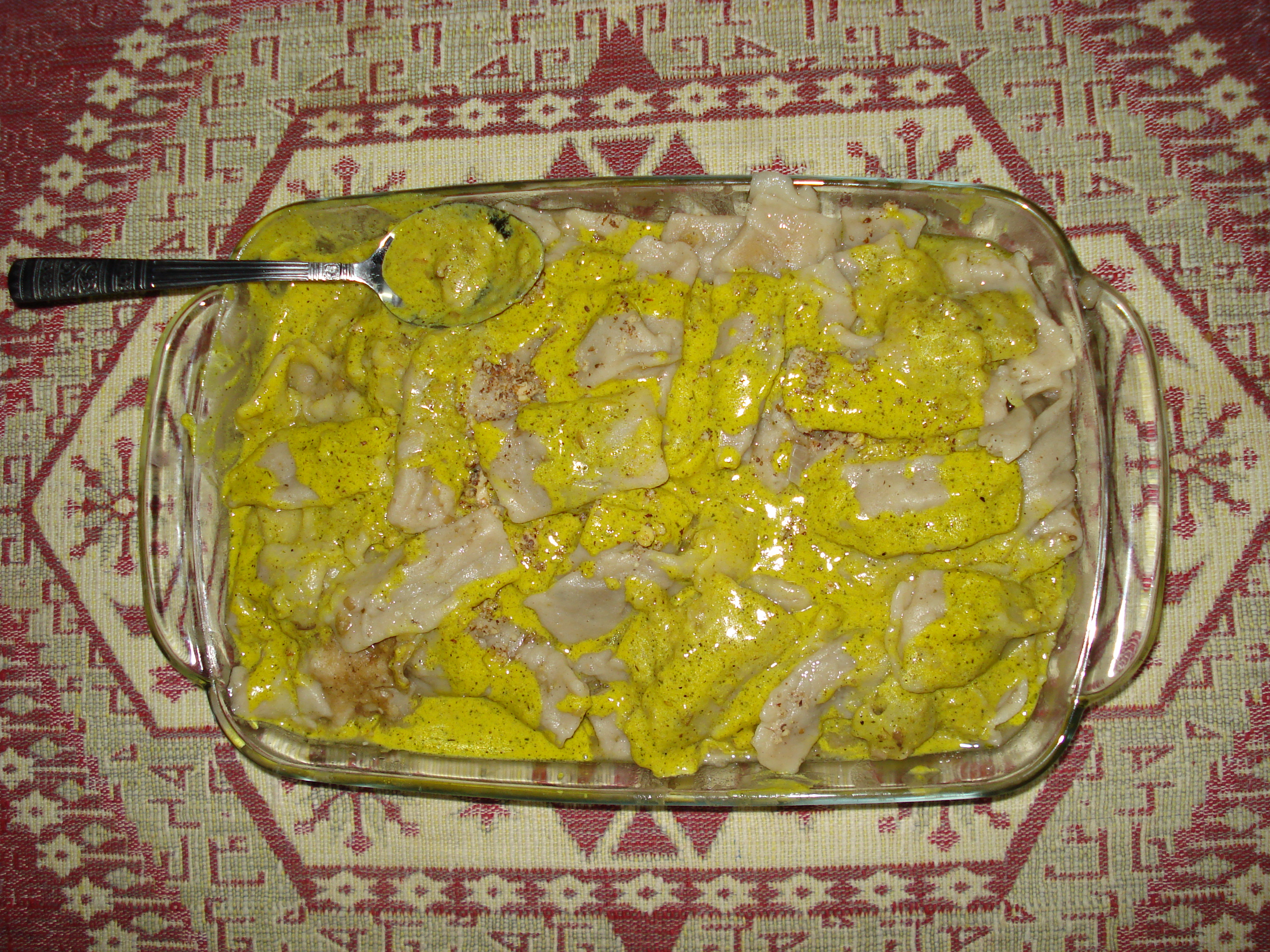
Aash Joush para

آش جوش پره درجغرافیای فرهنگی قهستان و جنوب خراسان مانند شهرهای بیرجند- گناباد- فردوس - قاین - و منطقه براکوه، غذای عمومی و سنتی فراگیر و مورد علاقه محسوب می‌شود. همچنین نان سرموکی و آش پختیک همچنین اشکنه کشک یا کله جوش (قبل از جوش آمدن نباید به جوش آیدچون می‌برد) از دیگر غذاهای سنتی جنوب خراسان است.
اصلی‌ترین غذای محلی این خطه آش است که انواع بسیار متنوعی دارد. آش جوش پره، آش محلی، آش لخشک، آش بلغور ترش، قلیه آش، آش بلغور شیر، آش انار، آش آباح، آش گوشواره، آش دوغه، آش قیحه تنها چند غذای این منطقه است. مشهد و دیگر شهرهای استان‌های خراسان شمالی و جنوبی و رضوی به قدری تنوع غذایی دارند که حتی نمایش غذاهای محلی این سرزمین خود جاذبه‌ای جالب محسوب می‌شود. در کنار انواع آش، آبگوشت، اشکنه، کال جوش، شولی پتو، بلغور شیر، خورش ریواس و پلوها و چلوها هم از دیگر جاذبه‌های خوراکی این منطقه هستند.
غذاهای زمستانی مردم برای صبحانه (ناشتا) شلغم (چغندر و شلغم پخته)، برای نهار، توگی (نوعی پختنی که با ارزن و گاورس آسیاب شده با شیر یا با جزغاله و قیمه) تهیه می‌شود. شام نماشوم (شب) آش سرموکی همچنین می‌توان به بورانی، آش جوشپره، نان سرموکی، اشکنه شیره، اشکنه اوجز، اشکنه کل جوش (کشک سائیده و گردو) نیمه جوش قبل از جوش کامل غذا پخته می‌شود کل جوش یعنی نیمه جوشیده، آماج و کماج و انواع نان محلی وتفتون جزغاله - تفتون شیرمال- … اشاره نمود.

## سرگرمی‌ها
فرهنگ مردم این منطقه بیشتر از سه منبع ریشه می‌گیرد.
1. آداب دینی.
2. رسوم و آداب ملی، مانندنوروز و سیزده بدر و شب چله یا شب یلدا که در این منطقه تاریخ بسیار کهنی دارد.
3. آداب محلی و سنتی مانند جشن عروسی و حنابندان در حمام عمومی- جشن خرمن، جشن پاییزی و برداشت زعفران و فصل شیرگیری از گوسفندان

یکی از سرگرمی‌های مردم منطقه در قدیم الک دولک بازی بوده که بسیار شبیه کریکت است.
سرگرمی دیگر آمدن کولی‌ها به صورت فصلی و ایجاد کارگاه‌های ساخت و تعمیرادوات کشاورزی مانند چاقو - پکی- چکچکی - بیل- چارشاخ- خرمن کوب - داس- سوزن - درووش - پالون دوزی- جوال دوزی - توبره دوزی - و …
سرگرمی دیگر مردم تماشای معرکه‌گیری (نشان دادن مار افعی) و نمایش پرده توسط درویش و بچه درویش بود.

کف زنی یا بیخ زنی در شب چله در زیبد.

جشن شب یلدا

جشن یلدا یا شب چله زیبد

## مسائل فرهنگی
شب‌نشینی یا چراغان عموماً فقط در زمستان‌ها و پای کرسی انجام می‌شده که به آن چراغوو (چراغان) یا شب چراغ می‌گفته‌اند. چند خانواده برای شب‌نشینی و قصه و داستان و گفتگو با هم قرار می‌گذاشته و به خانه فرد مشخصی می‌رفته‌اند. چراغانی نوبتی و گردشی بوده است.

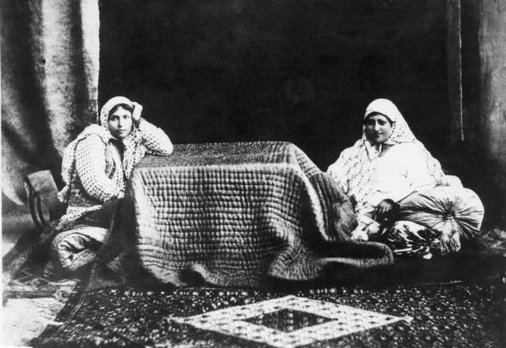
کرسی زغالی

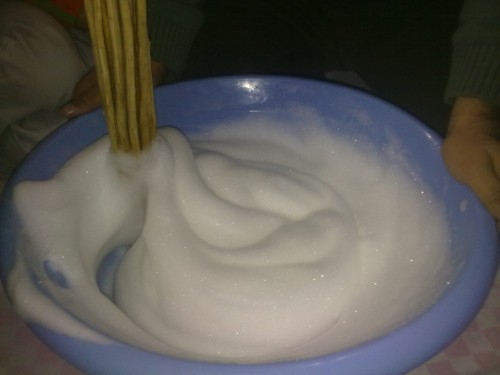
کف زنی یا بیخ زنی در شب چله در زیبد

در زیبد شب چله یا یلدا معمولاً با چراغونی همراه بوده است از آنجا که هر میهمانی برای رفتن به شب‌نشینی، چراغی را همراه خود می‌برده و به دلیل فراوانی چراغ‌ها عبارت چهل چراغ که نشانه کثرت است بکار می‌بردند. یکی از سنتهای مهم برگزاری مراسم سرحمومی در شب چله بوده است. سرحمومی مراسمی است که داماد در حمام عمومی مردانه و عروس در حمام زنانه طی مراسم با شکوهی به حمام می‌بردند و با رقص و پایکوبی و چوب بازی مراسم حنا بندان بعد از شستن و کیسه کشی داماد انجام می‌دادند و در مراسم حنا بدان آواز امشب حنا می‌بندیم… بر دست و پا می‌بندیم … را به صورت گروهی می‌خواندند؛ و در پایان لباس نو بر عروس و داماد و اقوام نزدیک آن‌ها می‌پوشیدند این مراسم گاهی تا سحر طول می‌کشید و مقدمه مراسم عروسی در روز بعد بود. افراد دعوت شده در صحن حمام جمع می‌شدند اما جوانان و افراد غیر مدعو تا پایان مراسم در بیرون از حمام جمع می‌شدندو شوخی و بازی سیاه بازی و انتر بازی درمی‌آوردند. هدیه دادن داماد برای نامزدش نیز یک امر اجباری بوده است در این شب به داماد این امتیاز بزرگ داده می‌شد که با بردن هدیه برای نامزدش شب در خانه با او در یک اتاق و دوتایی بخوابد. داماد تا قبل از شب زفاف فقط در مناسبتهای خاص و از جمله شب چله مجاز به خوابیدن با نامزدش بوده است که به آن نامزد بازی می‌گفتند. کف زدن از سنتهای قدیمی زیبد است ریشه درخچه بیخ را درآب خیسانده و پس از چند بار جوشاندن، در ظرف بزرگ سفالی به نام «تغار» می‌ریزند؛ و با دسته‌ای از چوب‌های نازک درخت انار به نام «دسته گز» مایع مزبور را برای ساعت‌ها هم می‌زنند تا به صورت کف سفت درآید و این کار باید در محیط سرد صورت گیرد تا مایع مزبور کف و سپس سفت شود خشک شده آن مانند گز اصفهان می‌شود.

## اقوام و ملیت
مردم زیبد همگی شیعه و فارس زبان هستند و در دوره‌ای شیعه فاطمی بوده‌اند.
در کتاب سلطان حسین تابنده ص ۱۶۹ آمده است:" حاج قاسمعلی از بزرگان طایفه بیچاره و از اجداد ما که از شیراز بوده‌اند از شوراب به زیبد رفته و فرزندان و نوه‌های او در آنجا هستند طایفه بیچاره به واسطه اینکه مورد عنایت حضرت سجاد و حضرت امام رضا بودند از طرف سلاطین صفویه نیز از عوارض مالیاتی و دیوانی معاف بودند و شاه سلیمان ثانی خواهر زاده سلطان حسین صفوی فرمانی را نوشته که در دست مرحوم عسکری بیگ در زیبد بود و ما این فرمان شاه سلیمان را که سند افتخار برای طایفه ما بود را برای اینکه از بین نرود از فرزند عسکری بیگ خریداری کردیم که ضمیمه کتاب نابغه علم و عرفان گردیده است. (ایل بیچاره طایفه‌ای است که ابن حسام خوسفی آن‌ها را یاران خود (شیعه (فاطمی/ اسماعیلی) نام برده است.